# Hulman malabarski
Hulman malabarski (Semnopithecus dussumieri) – gatunek indyjskiego ssaka z rodziny koczkodanowatych (Cercopithecidae).

## Taksonomia
Gatunek uznawano w przeszłości za podgatunek hulmana czczonego (Semnopithecus entellus), obecnie dostrzega się jednak potrzebę prowadzenia dalszych prac nad systematyką gatunku. Badania mtDNA i nDNA sugerują, że S. dussumieri jest młodszym synonimem S. hypoleucos.

## Morfologia

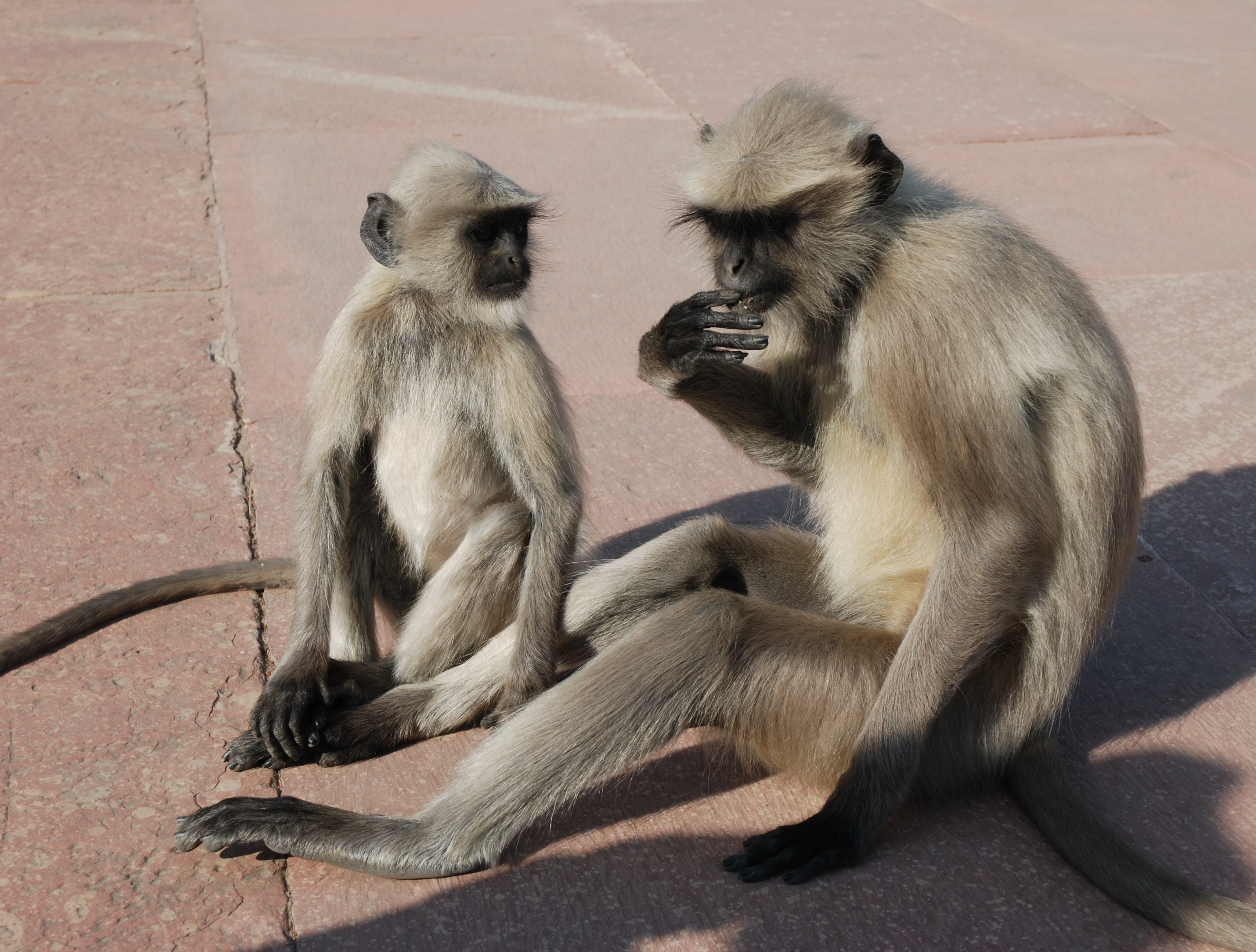
Północne Indie, 27.12.2007

O ile rodzaj Semnopithecus grupuje małpy o dużych rozmiarach, hulman malabarski zalicza się do mniejszych jego przedstawicieli.
Ssak ten posiada futro kremowe na głowie, białe lub lekko żółtawe na brzuchu, białe w okolicach krzyża, reszta ciała zabarwiona jest na czarno-brązowo, nieraz daje się zauważyć też odcień fioletu. Kontrastują z nim czarne palce kończyn górnych i dolnych, nieraz ta ciemna barwa rozciąga się także na przedramiona.

## Występowanie i zachowanie
Zwierzę to zamieszkuje Indie, a dokładniej tereny położone w centrum i na zachodzie kraju. Za lokalizację typową uznaje się Mahé na Wybrzeżu Malabarskim w Indiach. Ssaka tego spotyka się od Nilgiri do Shernelly i od Godavari do Diguvamatta z pominięciem rejonów występowania pokrewnego gatunku Semnopithecus hypoleucos.
Małpa bytuje na terenach położonych nie niżej niż 100 i nie wyżej niż 1700 metrów nad poziomem morza. Jej siedlisko stanowią lasy: zarówno wilgotne równikowe, nadbrzeżne, wilgotne jak i suche liściaste, zagajniki uznawane często za święte, busz, ogrody, a także tereny uprawne. Spotyka się ją nawet na porośniętych krzakami terenach pustynnych. Zwierzę to prowadzi w wymienionych siedliskach częściowo nadrzewny, częściowo naziemny tryb życia. Widuje się je na skałach, dachach, na kopcach termitów. Jak inni przedstawiciele swego rodzaju, porusza się zwykle na czterech łapach, chętniej biega, niż chodzi. Nawet młode skaczą między gałęziami w koronach drzew. Jego aktywność przypada na dzień. Obserwowano grupy składające się od 15 do 150 osobników. Zwierzęta przejawiają zachowania społeczne: iskają się wzajemnie, a także ostrzegają się przed zagrożeniem. Widywano samice opiekujące się nie swoimi dziećmi. W grupie występuje samiec alfa i określona hierarchia, także pomiędzy samicami, które okazują poddanie, pozwalając wyżej stojącej osobniczce na dokonanie kopulacji. Pomiędzy samcami zaś dochodzi do walk.

## Pożywienie
Hulman malabarski żywi się głównie liśćmi.

## Status
Całkowita liczebność gatunku nie jest znana, można określić tylko jej rząd wielkości (setki tysięcy). Nie powinna jednak przewyższać 300 000, bo na tyle szacuje się łączną liczebność wszystkich gatunków rodzaju. W rezerwacie Kumbalgarh Wildlife Sanctuary zaobserwowano duże jej wahania, jednakże całkowita populacja wydaje się stabilna.
Obecnie nie istnieją poważne zagrożenia dla istnienia gatunku. IUCN wymienia następujące niebezpieczeństwa grożące tym małpom:
- wypadki drogowe,
- górnictwo,
- choroby przenoszone przez zwierzęta domowe ze szczególnym uwzględnieniem świerzbu,
- drapieżnictwo.

Do drapieżników polujących na hulmany zalicza się lamparty, tygrysy i cyjony. Natomiast zrzuconymi przez hulmany owocami żywią się np. dzikie świnie.
Gatunek jest objęty ochroną w ramach konwencji CITES (Załącznik II), a także Indian Wildlife Protection Act. Nie pomija go także prawodawstwo Unii Europejskiej. Rozporządzenie Komisji (WE) nr 407/2009 z dnia 14 maja 2009 zmieniające rozporządzenie Rady (WE) nr 338/97 w sprawie ochrony gatunków dzikiej fauny i flory w drodze regulacji handlu nimi umieszcza go w załączniku A.

## W kulturze
Małpy należące do rodzaju Semnopithecus uznawane są w hinduizmie za święte.